# 施洗圣约翰教堂 (雅罗斯拉夫尔)

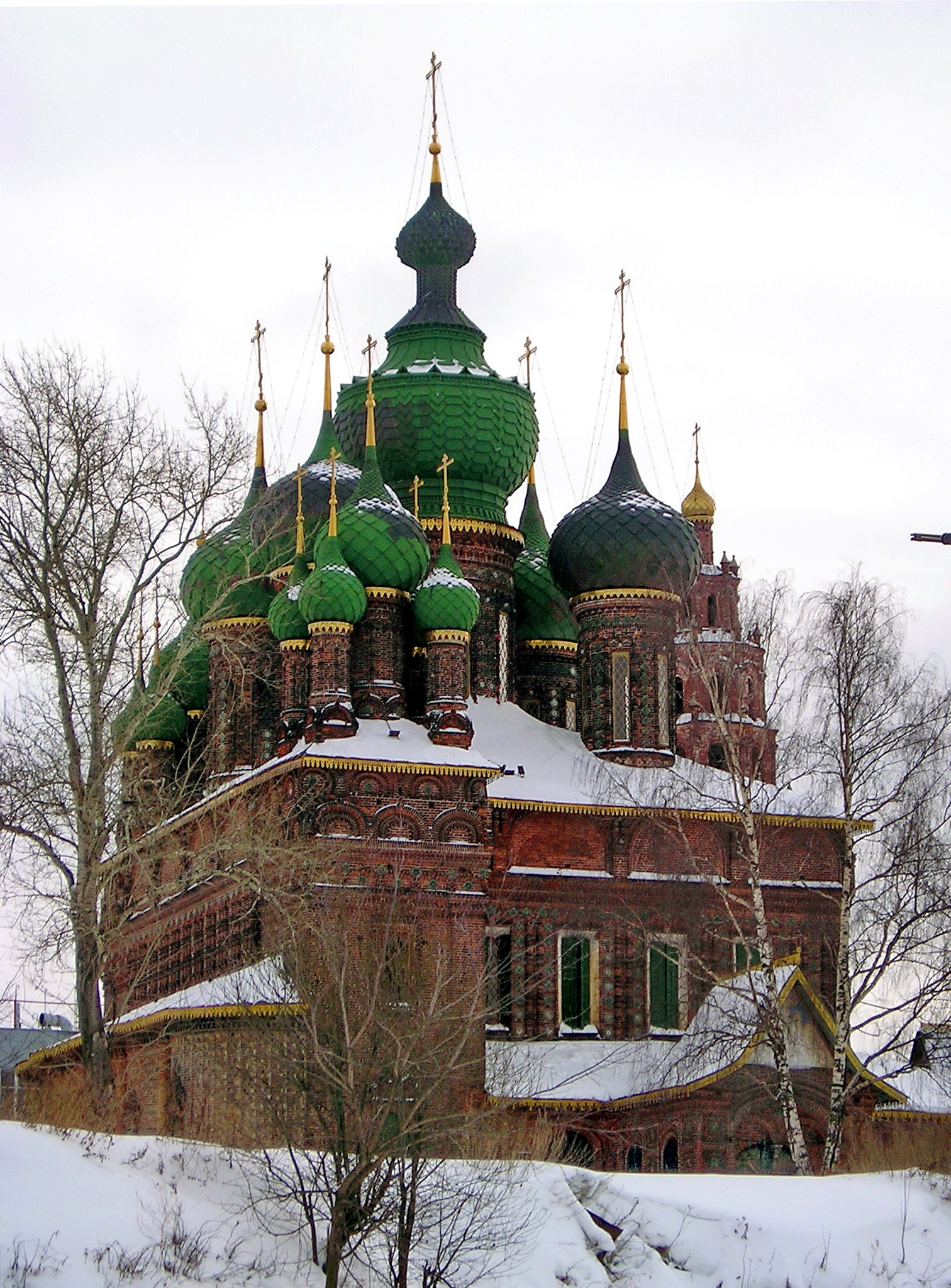
施洗圣约翰教堂，雅罗斯拉夫尔

施洗圣约翰教堂（俄语：Церковь Иоанна Предтечи）位于俄罗斯雅罗斯拉夫尔，被认为是雅罗斯拉夫尔学派建筑的最高峰。它建于1671-1687年，位于科托罗斯尔河畔的Tolchkovo区，当时是镇上最大和最富有的部分。
它的15个洋葱头穹顶分为三组。而高7层，45米的钟楼建于17世纪90年代，晚于教堂本身。
整个室内布满壁画，描绘基督教圣徒施洗约翰的生平和圣经主题，由普列汉诺夫和伊格纳季耶夫绘于1694-1695年。

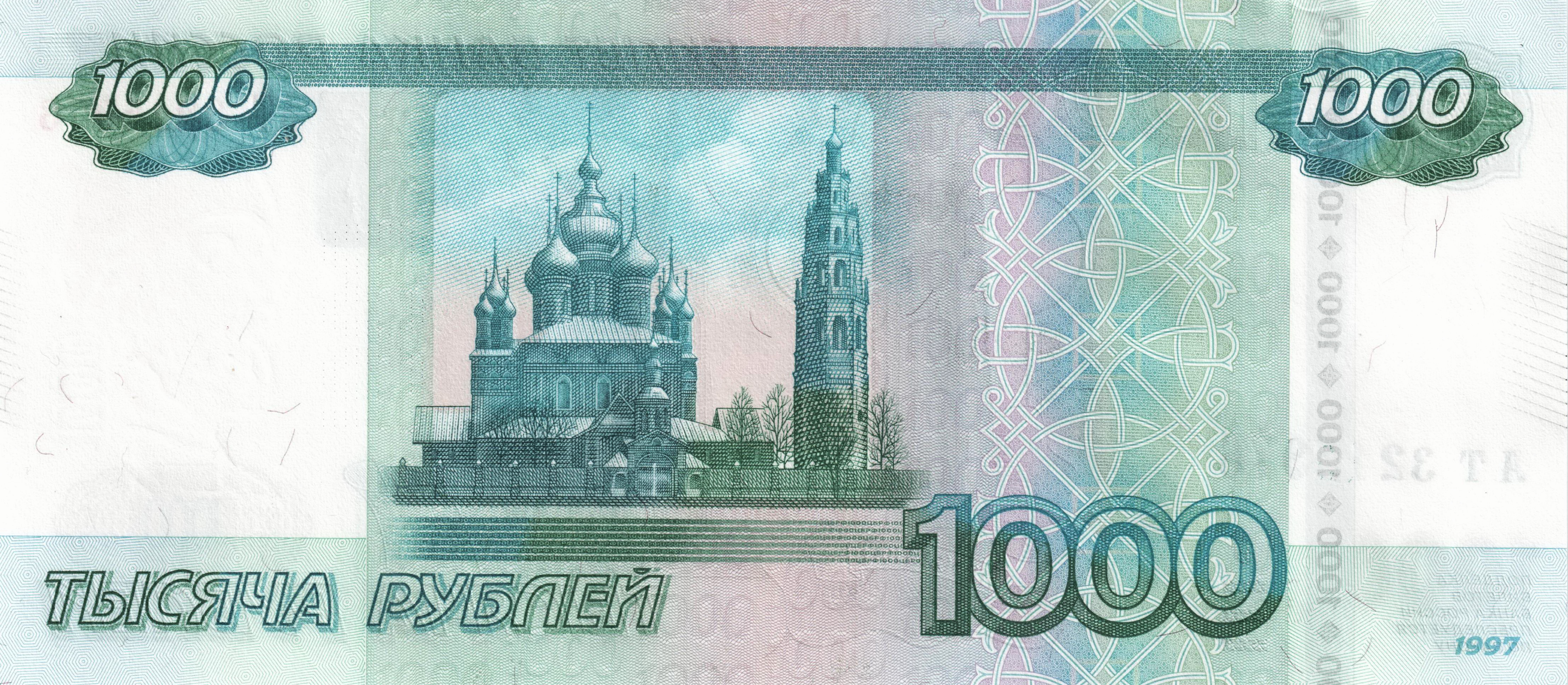
该堂在1000卢布纸币上